# Heimbach- und Staffelbachtal
Das Heimbach- und Staffelbachtal ist ein vom Landratsamt Rottweil am 1. Februar 1953 durch Verordnung ausgewiesenes Landschaftsschutzgebiet auf dem Gebiet der Gemeinde Fluorn-Winzeln.

## Lage
Das ca. 29 Hektar große Landschaftsschutzgebiet Heimbach- und Staffelbachtal liegt zwischen den Ortsteilen Fluorn und Winzeln. Es gehört zum Naturraum Obere Gäue.

## Landschaftscharakter
Das Gebiet wird von West nach Ost vom Staffelbach durchflossen, der von zahlreichen Feuchtbiotopen, wie Nasswiesen, Schilfflächen und Feuchtgebüschen begleitet wird. Auch der Staffelbachsee liegt innerhalb des Schutzgebiets. Bei der Unteren Mühle liegt das flächenhafte Naturdenkmal Heimbachaue. Von der Unteren Mühle bis zum Ortsrand von Winzeln folgt das Schutzgebiet dem Heimbachtal.